# Pheidole elecebra
Pheidole elecebra é uma espécie de insecto da família Formicidae.
É endémica dos Estados Unidos da América.
É uma formiga sem obreiras que vive nos formigueiros de outras espécies.